# 贺平

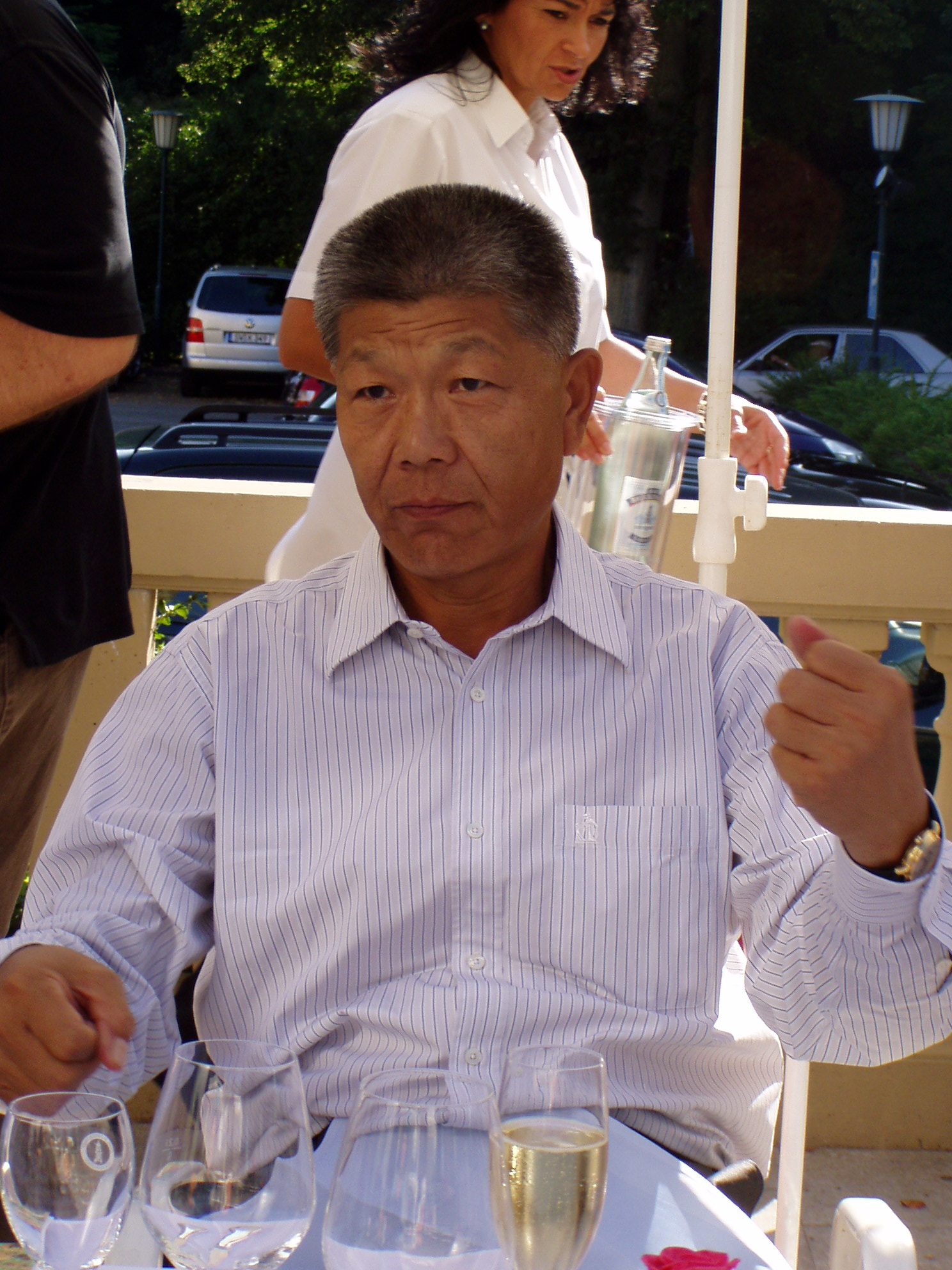
賀平

贺平（1946年4月—），汉族，湖北江陵人，中华人民共和国企业家、政治人物。

## 生平
加入中国共产党，曾任中国保利集团公司董事长、党组副书记、总经理，中国人民解放军总参谋部装备部少将。2008年，当选第十一届全国政协委员，代表经济界，分入第三十七组。2010年4月29日起不再担任中国保利集团公司董事长、董事职务。

## 家庭
- 父：贺彪
- 妻：邓榕，邓小平的三女儿[6]